# Austorc d'Aorlhac
Austorc d'Aorlhac o Aurilhac (fl. 1250) fue un trovador de Auvernia del que sólo sobrevive un sirventés. Era originario de Aurillac.

## Contexto
La única pieza de Austorc, "Ai! Dieus! Per qu'as facha tan gran maleza", fue compuesta después de la derrota en 1250 de la Séptima Cruzada bajo Luis IX de Francia. Fue Hermann Schindler quien propuso por primera vez que la pieza se refería a la Cruzada de 1250 y no a la de 1270, en la que murió Luis IX Cualquiera que fuera la Cruzada, Kurt Lewent, cuya disertación fue el primer estudio de las canciones de las cruzadas en occitano, propone que Austorc era un combatiente en ella.

## Fragmento
A Austorc le sorprendió que Dios permitiera la derrota de la Cruzada, pero no le sorprendió que los cristianos se convirtieran al Islam. 
Un extracto dice así:
| Crestiantat vey del tot a mal meza, tan gran perda no cug qu'ancmais fezes; per qu'es razos qu'hom hueymais Dieu descreza e qu'azorem Bafomet, lai on es, Tervagan e sa companhia, pus Dieus vol e sancta Maria que nos siam vencut a non dever, e·ls mescrezens fai honratz remaner. | Veo que el cristianismo ha sido duramente golpeado; no creo que hayamos sufrido una pérdida tan grande (como ésta). Y por lo tanto es razonable que de ahora en adelante abandonemos nuestra creencia en Dios y (en cambio) adoremos a Mahoma allí donde está, y también a Tervagan y sus compañeros, ya que Dios y Santa María desean que seamos vencidos injustamente y que los infieles tengan todo el honor. |

Con cinco estrofas de extensión, el sirventés está incompleto: la primera y última estrofas contienen lagunas y se han perdido las palabras finales de la tornada. Es un contrafactum de una cançó de Peirol, "M'entencio ai tot'en un vers mesa". Sólo unos pocos años antes se había compuesto otro sirventés y canción de las Cruzadas, "Ir'e dolors s'es dins mon cor asseza", de Ricaut Bonomel,como contrafactum del cançó de Peirol.
Hubo también un Austorc d'Ornac que sirvió como cónsul en Montpellier en 1252.